# 塞尔维亚人民党
塞尔维亚人民党（塞尔维亚语：Народна партија Српске, НПС） 是塞族共和国的一个议会政党，总部设在巴尼亚卢卡。它成立于2020年12月15日。